# زواج العذراء
زواج العذراء، المعروف أيضًا باسم لو سبوزاليتسيو، هي لوحة زيتية للفنان الإيطالي من عصر النهضة العالي رفائيل. أُكملت عام 1504 لصالح كنيسة الفرنسيسكان سان فرانشيسكو في تشيتا دي كاستيلو، وتصور مشهد زواج مريم ويوسف النجار. تنقلت اللوحة بين عدة أيدي قبل أن تستقر عام 1806 في متحف بيناكوتيكا دي برييرا.

## تاريخ
في السنوات الأخيرة من القرن الخامس عشر، أرسل الرعاة في تشيتا دي كاستيلو ثلاث تكليفات إلى بيترو بيروجينو، معلم رفائيل. ولكن، في غياب بيروجينو، أكملها رفائيل بنفسه.. كانت لوحة زواج العذراء، التي تتناول موضوع زواج العذراء، آخر هذه الأعمال. ومن الواضح أنها استُلهمت من إحدى لوحات بيروجينو المعروفة أيضًا باسم زواج العذراء. أكمل رفائيل لوحته عام 1504، وفقًا للتاريخ المكتوب بجانب توقيعه.
تم تكليف هذا العمل الفني من قبل فيليبو ديلي ألبتزيني ليكون في المذبح الجانبي لعائلته داخل كنيسة سان فرانسيسكو. وظلت اللوحة في موقعها الأصلي حتى قاد الجنرال جوزيبي ليكي قواته إلى تشيتا دي كاستيلو لتحريرها من الاحتلال النمساوي، وعندها تم إهداء اللوحة إليه – أو ربما طلبها بنفسه.
وفقًا لما ورد في كتاب "استعادة رفائيل" ضمن دليل كامبريدج لرفائيل (2005)، احتفظ ليكي باللوحة حتى وفاته عام 1804،  لكن المصادر التاريخية تشير إلى أن ليكي توفي عام 1836. من ناحية أخرى، تذكر موسوعة الرسامين واللوحات أن ليكي باع اللوحة عام 1801 إلى شخص يدعى جياكومو سانازارو، والذي بدوره باعها عام 1804 إلى مستشفى أوسبيدالي ماجوري في ميلانو.
بغض النظر عن كيفية وصولها إلى هناك، لم تبقَ اللوحة في المستشفى لفترة طويلة، إذ باعها المستشفى إلى الدولة الإيطالية عام 1806 مقابل 53,000 فرنك. ومنذ ذلك الحين، عُرضت في متحف بيناكوتيكا دي برييرا، رغم وجود اقتراح في عام 1859 لإهدائها إلى فرنسا بعد أن دخل جيشها ميلانو وحررها من الاحتلال النمساوي.
خلال عمليات النقل المتعددة، تعرضت اللوحة لأضرار. حيث ظهرت عدة تشققات في النصف العلوي من اللوحة، إلى جانب تموجات وتقوسات في سطحها. وفي نوفمبر 1857، تم تكليف الفنان الإيطالي جوزيبي مولتيني بترميمها، فاختار الحفاظ على اللوحة الخشبية الأصلية بدلًا من نقلها إلى قماش. قضى مولتيني عدة أشهر في تسوية اللوحة وترطيبها لمعالجة الأضرار الناجمة عن الجفاف.
سمح هذا القرار لعلماء الفن في القرن العشرين باستخدام التصوير بالأشعة تحت الحمراء لدراسة الرسومات التحتية المخفية أسفل العمل المكتمل. كما قام مولتيني بتنظيف سطح اللوحة، الذي كان قد خضع لترميمات سابقة، لكنه تجنب التنظيف العنيف للحفاظ على تفاصيل العمل الأصلي. ومع ذلك، تشير موسوعة الرسامين واللوحات إلى أن اللوحة تعرضت إلى بعض التغيرات اللونية..

## التحليل والتأثير

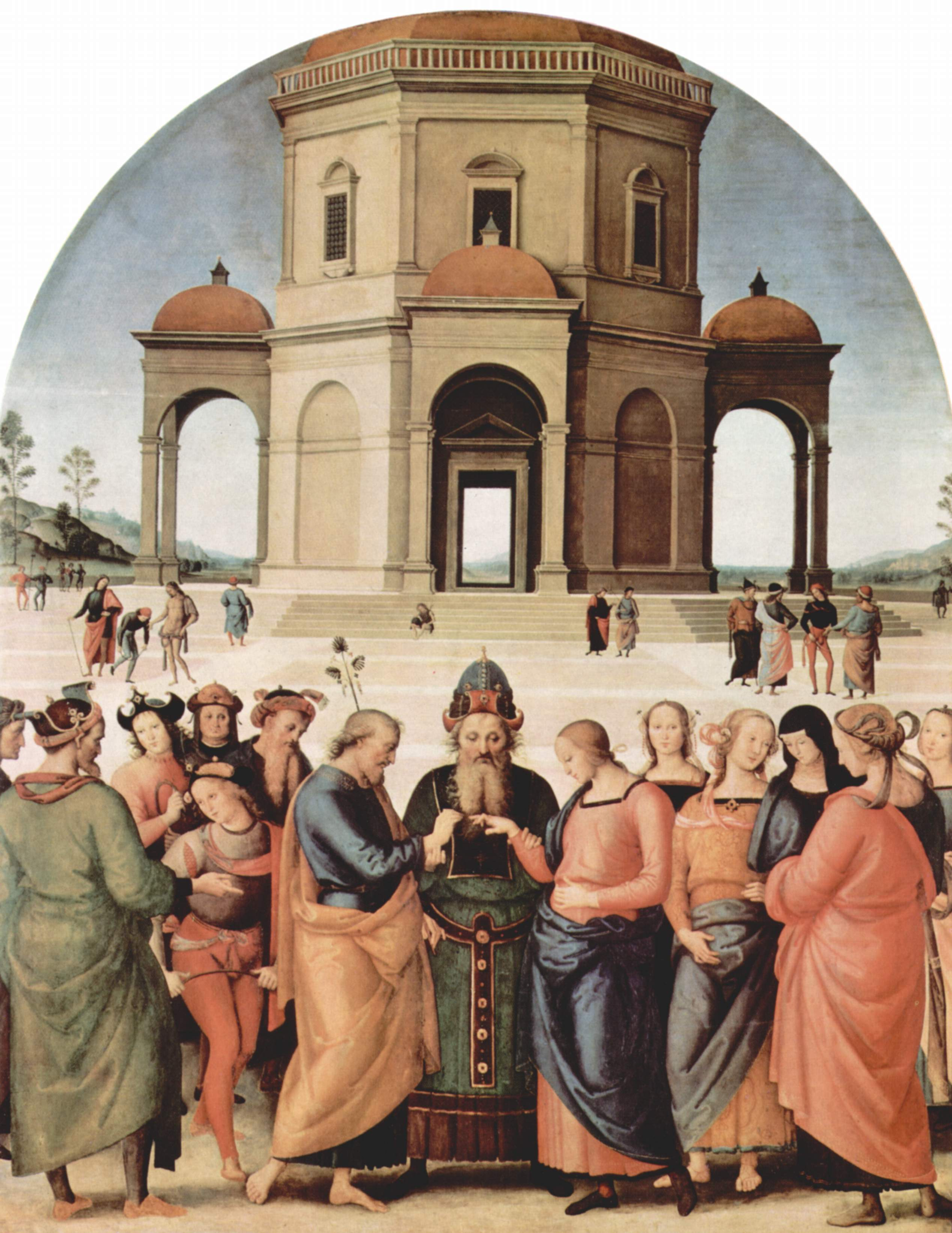
يُعتقد أن هذه النسخة من موضوع بييترو بيروجينو كانت مصدر إلهام رفائيل.

جادل العديد من المؤرخين بشأن ما إذا كانت لوحة زواج العذراء لـ بيروجينو قد سبقت بالفعل لوحة رفائيل. واقترح بعضهم أن اللوحة لم تكن من أعمال بيروجينو نفسه، بل أن أحد أتباعه قام بإنتاجها بعد لوحة رفائيل.
ومع ذلك، تدعم وثائق من القرن السادس عشر الفرضية القائلة بأن بيروجينو بدأ العمل على اللوحة عام 1499، رغم أنها لم تُستكمل حتى ما بعد 26 ديسمبر 1503.
على الرغم من أن رفائيل استلهم بشكل كبير من بيروجينو في رسم هذه اللوحة، فقد لاحظ الفنانون والنقاد سريعًا الاختلافات بين أسلوبيهما. وأشار إلى ذلك الفنان جورجيو فازاري، رسام وسير ذاتية فناني القرن السادس عشر، بعد عقود قليلة من اكتمال اللوحة، حيث قال:
"يمكن تمييز التقدم في أسلوب رفائيل بوضوح في هذه اللوحة، إذ أصبح أكثر دقة ورُقيًا، متجاوزًا أسلوب بييترو."
وأضاف فازاري: "في هذا العمل، يوجد معبد مرسوم بمنظور هندسي دقيق، بعناية واضحة تثير الدهشة، مما يُظهر التحديات المعمارية التي سعى رفائيل إلى حلها."
من المرجح جدًا أن المبنى المقبب في خلفية عمل بيروجينو ورفائيل، والذي يمثل معبد القدس، يصور المعبد كنسخة عصر النهضة من قبة الصخرة.
قام فرانز ليست بتأليف مقطوعة موسيقية لعزف البيانو المنفرد مستوحاة من لوحة رفائيل، وحملت عنوان "Sposalizio". تأتي هذه المقطوعة ضمن مجموعته "سنوات الحج" (Années de pèlerinage)، وتحديدًا في الجزء الثاني المخصص لإيطاليا (Deuxième année: Italie).

## ملحوظات
1. 1 2   http://pinacotecabrera.org/en/collezione-online/opere/the-marriage-of-the-virgin/. اطلع عليه بتاريخ 2016-04-18. {{استشهاد ويب}}: |url= بحاجة لعنوان (مساعدة) والوسيط |title= غير موجود أو فارغ (من ويكي بيانات) (مساعدة)
2. ↑  Champlin and Perkins (1913), p. 380-381.
3. 1 2 3 4  McCurdy (1917), p. 90.
4. 1 2 3 4  Hoeniger (2005), 297.
5. ↑  Maccuchelli, et al.
6. ↑  Champlin and Perkins (1913), p. 381.
7. ↑  Hoeniger (2005), 298.